# Pavvalrivier
Pavvalrivier (Zweeds – Fins: Pavvaljoki; Samisch: Bávvaljohka) is een rivier annex beek, die stroomt in de Zweedse  gemeente Kiruna. De rivier verzorgt de afwatering van het Pavvalmeer dat ligt de zuidelijke hellingen van de bergen, die de grens vormen van Zweden met Noorwegen. De rivier stroomt naar het zuiden en belandt na vier kilometer in de Åggojåkka .
Afwatering: Pavvalrivier → Åggojåkka →  Kummarivier →  Könkämärivier →  Muonio → Torne → Botnische Golf